# リント文字
リント文字（リントもじ）は、特撮テレビドラマ『仮面ライダークウガ』に登場する架空の文字。

## 概要
超古代に存在していたというリントと呼ばれる民族が用いていた文字という設定で、劇中においては、クウガの敵であるグロンギの謎に迫るヒントを提示するとともに、番組の冒頭や本編の最後に登場し、視聴者にアピールする役割も担っていた。
デザインは当時武蔵野美術大学の学生で『クウガ』に怪人等のデザイナーとして参加した阿部卓也による。
リント文字は表音文字と表意文字からなる。
表音文字は、片仮名とその鏡文字を並べた様な形になっており、発音は片仮名部分と同じである。もっぱら「クウガ」や「グロンギ」といった固有名詞を表すのに用いられている。
表意文字は、漢字のように部首を持った象形文字が主となっている。名詞は基本的に線対称あるいは点対称で描かれている。人の行動を表す動詞は、「人」を表す象形文字を漢字の部首でいう垂（たれ）のように変形させた中に別の文字を置いて表している。クウガの必殺技や武器でいえば、
- 「封印」 - 人を両脇から押さえ込む様子。怪人に封印を打ち込んだときに現れる文字。
- 「打ち倒す」 - 人+足形でキックを表している。マイティキックを放つマイティフォームの身体に刻まれている。
- 「なぎ払う」 - 人+振り回している棒。ドラゴンロッドを振るうドラゴンフォームに刻まれている。
- 「射貫く」 - 人+弓。ペガサスボウガンで射るペガサスフォームに刻まれている。
- 「切り裂く」 - 人+剣。タイタンソードで切り裂くタイタンフォームに刻まれている。

他に数詞を表す文字も存在する。
劇中において、リント文字は、クウガの体や武器、ゴウラム、そしてクウガがグロンギを封印した遺跡など、リントが作り出したと思われる物の至る所に刻まれていた。文字の解読は、城南大学院生の沢渡桜子によって行われ、リント文字と解読済みの他の古代文字の意味と形状による比較から進められた。リント文字の読みを音声として確認できるものは、ゴウラムが発した数語のみである。

### 「クウガ」あるいは「戦士」
クウガのシンボルマークとして使用されているものもリント文字であり、これは「クウガ」を指し示していると同時に「戦士」を意味する。クウガはリント族の技術によって生まれた戦士であり、戦いの概念が無かったリント族にとって唯一戦う者である「クウガ」はそのまま「戦士」の意味となる。番組中においては戦士を表す文字そのものがなかったため、グロンギのダグバを示す文字（究極の闇をもたらすもの）を模して作られたのではないかと考察されている。当代のクウガである五代雄介は己を示すこの文字を気に入リ、トライチェイサー2000や名刺、果てはTシャツやエプロンなど自身の所有物の多くにこの文字を書き込んでいた。
番組中ではこの文字を「ひとつだけ別の人が考えたよう」だと推測するシーンがあるが、実際にこの文字のみ文芸の大石真司がデザインしたものを阿部がクリーンアップしたものである。他の文字と並べてみるとこの文字だけ違和感があったのを逆手にとって、こうした設定が作られた。

## 作中以外での使用
各話アバンタイトルの前には表意文字で「なんじ、これを、見る、とき、部屋を、明るくし、できる限り、離れよ」、本編の最後には表音文字で「ツヅク」と表示されていた。お正月のスペシャル番組(EPISODE 46.5)冒頭では「新たなる、未来が、来ることを、祝った、クウガの、新世紀スペシャル、作品、を贈る」という特別なバージョン、要するに「仮面ライダークウガ新年スペシャル」というものもあった。
これらのほか、玩具や本、CDなど、『クウガ』の関連商品にもリント文字は使われている。